# Delosperma zeederbergii
Delosperma zeederbergii är en isörtsväxtart som beskrevs av L. Bol.. Delosperma zeederbergii ingår i släktet Delosperma, och familjen isörtsväxter. Inga underarter finns listade i Catalogue of Life.